# Мордвинов, Василий Владимирович
Василий Владимирович Мордвинов (род. 11 марта 1987) — российский хоккеист, нападающий. Мастер спорта России (2015).

## Биография
Воспитанник омского хоккея. Дебютировал за команду «Омские ястребы» в сезоне-2003/04 первой лиги, проведя один матч. Играл за команду «Омские ястребы» / «Авангард-2» в течение четырёх сезонов. В сезоне-2007/08 также на правах аренды выступал в высшей лиге за «Зауралье» Курган, играл в «Зауралье» на протяжении следующих четырёх сезонов. Летом 2011 года был на просмотре в новокузнецком «Металлурге», через год — в другом клубе КХЛ «Сибирь». Выступал далее в ВХЛ за команды «Ермак» (2012/13), «Лада» (2013/14), «Торос» (2014/15 — 2015/16), «Нефтяник» Альметьевск (2015/16), «Рубин» (2016/17).
В сезоне 2017/18 провёл 8 матчей за павлодарский «Иртыш» в чемпионате Казахстана.
Бронзовый призёр хоккейного турнира зимней Универсиады 2013 года. Чемпион ВХЛ (2015, 2016).